# لیپاری
لیپاری (به ایتالیایی: Lipari) یک کومونه در ایتالیا است که در استان مسینا واقع شده‌است.

## خصوصیات
لیپاری ۳۷ کیلومترمربع مساحت و ۱۱٬۲۳۱ نفر جمعیت دارد.

## خواهرخوانده
شهر آرنزو دی کادر خواهرخواندهٔ لیپاری هست.